# Villa di Rusciano

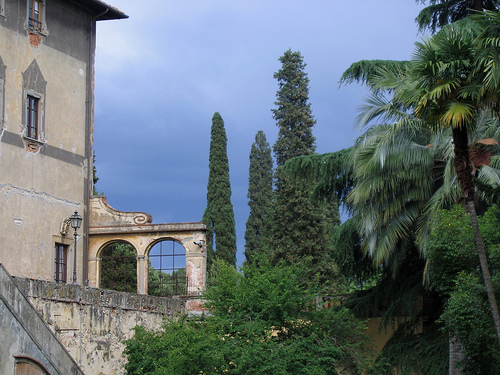
Villa di Rusciano

La villa di Rusciano si trova in via Benedetto Fortini 37 a Firenze nel quartiere di Gavinana.

## Storia e descrizione
Si trova in una zona collinare con una magnifica vista sulla città. Il nome deriva dal podere su cui fu costruita, un ampio appezzamento di terra la cui vicenda inizia con la fondazione stessa della città di Firenze, nel I secolo a.C., quando Giulio Cesare spartì il territorio dell'agro fiorentino tra i suoi veterani. La zona collinare a sud dell'Arno toccò in sorte a un soldato di nome Roscius, da cui il toponimo Rusciano. Tornando alla villa, il suo primo nucleo è sicuramente antecedente al 1300, giacché le prime notizie in merito si hanno da Franco Sacchetti che cita la dimora e il suo podere nel Trecentonovelle. All'epoca il complesso apparteneva alla famiglia dei Salviati.
Luca Pitti acquistò la tenuta e la fece ristrutturare verso la metà del Quattrocento da Filippo Brunelleschi, chiedendo che l'edificio mostrasse tutta la sua ricchezza e il suo prestigio personale, essendo a quell'epoca uno dei cittadini più ricchi di Firenze. Il progetto originale non fu tuttavia interamente attuato (ne sarebbe risultata una delle più grandi ville fiorentine in assoluto) e di quel periodo resta oggi unicamente lo scalone ed alcune parti decorative.
All'interno si conservano anche una robbiana con putti e alcune pregevoli strutture in pietra, come i portali e il caminetto.
Il giardino presenta una terrazza panoramica e vi sono impiantati grandi cipressi e altre essenze arboree pregiate.
Nel 1472 il podere e la villa furono acquistati dalla Repubblica fiorentina, che li concesse in uso a Federico III da Montefeltro duca di Urbino, all'epoca capitano generale delle forze armate fiorentine. La villa ebbe altri numerosi proprietari e nel corso del Cinquecento pare vi abbia lavorato anche Michelangelo Buonarroti.
Nell'Ottocento appartenne a Emanuele Fenzi e alla sua famiglia. Successivamente è stata utilizzata come orfanotrofio prima e scuola poi. Ha quindi ospitato un asilo nei locali del piano terreno e delle antiche scuderie, fino alla metà degli anni ottanta, e il Liceo Scientifico Piero Gobetti fino al 1996.
Attualmente ospita l'istituto regionale per l'ambiente e l'Assessorato all'Ambiente del Comune di Firenze, nonostante la struttura mostri evidenti, gravissimi segni di incuria e degrado (a differenza del parco che invece, a partire dagli anni novanta, ha visto un ampio e risolutivo intervento di recupero ad uso pubblico ed è oggi tra i più affascinanti polmoni verdi della città).